# STSAT-2A
STSAT-2A (Science and Technology Satellite 2A、科学技術衛星2号A)は韓国の小型人工衛星。羅老宇宙センターから韓国航空宇宙研究院の羅老1号機によって打ち上げられたが、フェアリングの片側が分離に失敗し、結果的に衛星はロケットの2段目と共に地球に再突入した。

## 概要
SaTReC（Satellite Technology Research Center）は科学技術省からの支援を受けてSTSAT-2Aを太陽観測衛星、レーザー測距衛星、工学技術実証衛星として開発し、ライマンαイメージング太陽望遠鏡（LIST）と人工衛星レーザー測距（SLR）装置が搭載された。2年間の運用が予定され、当初は2005年から2007年の間に打ち上げられる予定だった。
この衛星は2003年9月27日にコスモス3Mによって打ち上げられたSTSAT-1の後継機で、当初、2007年に予定された打ち上げの際には地球・大気監視用デュアルチャネルラジオメータ（DREAM, Dual-channel Radiometers for Earth and Atmosphere Monitoring）がSTSAT-2のメイン機器となる予定だった
STSAT-2Aミッションの目的は3つから構成され、それぞれ
1. 国内射場から国産ロケットによって打ち上げられる100kg低軌道衛星の国内開発
2. 小型衛星のための先進技術の開発
3. 世界に通用する科学宇宙観測装置の開発と運用

である。